# Slag bij Lebanon
De slag bij Lebanon vond plaats op 5 juli 1863 in Kentucky tijdens Morgans Raid in de Amerikaanse Burgeroorlog. De cavaleristen van brigadegeneraal John Hunt Morgan vielen het Noordelijke garnizoen van Lebanon aan gedurende zes uren. Daarna trokken ze in noordelijke richting door Kentucky, Indiana en Ohio.
Op 11 juni 1863 vertrok brigadegeneraal John Hunt Morgan met 2.460 Zuidelijke cavaleristen in westelijke richting vanuit Sparta, Tennessee. Hun doel was de aandacht af te leiden van het Noordelijke Army of the Ohio om andere Zuidelijke strijdkrachten ademruimte te geven. Op 23 juni begon het Noordelijke Army of the Cumberland met hun operaties (de zogenaamde Tullahomaveldtocht) tegen het Zuidelijke Army of Tennessee onder leiding van generaal Braxton Bragg. Op 2 juli stak Morgan de rivier de Cumberland over. Na zijn nederlaag in de Slag bij Tebbs' Bend op 4 juli trok Morgan verder langs de Green River om Johnson Ford alsnog de rivier over te steken. Daar trok hij opnieuw op naar zijn eerste doel Campbellsville en verder naar Louisville, Kentucky.
Op de weg naar Louisville viel Morgan het Noordelijke garnizoen van Lebanon aan en veroverde die. De Noordelijke luitenant-kolonel Charles S. Hanson stelde zijn 350 tot 400 soldaten van het 20th Kentucky Infantry op achter omgekeerde karren. Morgan stuurde een boodschapper naar Hanson met de formele vraag tot overgave. Hanson weigerde en Morgan viel met volle kracht aan. De Noordelijke voorposten werden door de straten van Lebanon gejaagd. De meeste soldaten zette Morgan klem bij de opslagplaats van de Louisville en Nashville spoorweg. Morgan liet vrijwel alle gebouwen in brand steken om Hanson tot de overgave te dwingen. Na een zes uur durend gevecht en een charge viel Lebanon in Morgans handen. Alle Noordelijke soldaten liet hij vrij onder voorwaarden.